# Domino (1982)
Domino ist ein deutscher Spielfilm aus dem Jahre 1982 von Thomas Brasch mit Katharina Thalbach, Bernhard Wicki und Anne Bennent in den Hauptrollen.

## Handlung
Die junge Lisa arbeitet als Schauspielerin am Berliner Schiller-Theater. Sie hat zahlreiche Probleme privater Natur zu verarbeiten, wie etwa den Verlust ihrer Mutter und die politische wie soziale Instabilität im Berlin der Gegenwart. Sie hofft, in der Bühnenschauspielerei neuen Halt und neue Antworten auf alte Fragen zu finden. Sie bewegt sich zwischen Fiktion und Realität, Dinge verändern sich in einer für sie bisweilen grotesken Weise. Ihre Bühnentätigkeit und ihre ungeklärte Position in der Welt, die sie umgibt, bringen sie bald in Konflikt mit ihrer Umwelt. Als sie dank der Paraderolle der Lady Macbeth allmählich Erfolg zu haben scheint, droht sie daran verrückt zu werden und zu zerbrechen.
In dem alten Herrn Lehrter findet Lisa einen wichtigen Mentor, der sie auf dem schwierigen Weg begleitet und sie stützt. Als er plötzlich stirbt, droht Lisa endgültig zu zerbrechen und sie verliert den Boden unter den Füßen. Sie bringt das anstehende, merkwürdige Theaterprojekt zum Scheitern und trifft auch im privaten, mikrokosmischen Sektor falsche Entscheidungen. Nach zahlreichen Irrwegen wendet sich Lisa von ihrem bisherigen Leben ab.

## Produktionsnotizen
Domino entstand im Dezember 1981 und Januar 1982 in Berlin und wurde am 12. Juni 1982 uraufgeführt. Fernsehpremiere war bereits ein halbes Jahr darauf, am 27. Dezember 1982 im ZDF.
Claus Schmitt-Holldack übernahm die Herstellungsleitung, Raphael Bürger die Produktionsleitung. Heidrun Brandt zeichnete für die Ausstattung verantwortlich.

## Kritiken
Der Spiegel schrieb: „,Domino‘ … erzählt eine .. Wahnsinns-Geschichte, und er ist dabei niemals weinerlich, weil er das Pathos seiner Figuren auskostet und zugleich einen flinken, genauen Blick für ihre Lächerlichkeit hat. (…) Ach wäre Brasch bloß ein redlicher Murkser wie der oder jener, der hierzulande ein Buch publiziert, einen Film auf die Beine stellt – dann wäre die Chuzpe, diesen Domino-Wahn zur apokalyptischen Metapher hochzudichten, vielleicht erfrischend. Aber was immer Brasch kann und macht, strotzt von Talent, von Phantasie und sogar dem Mut, aufs Ganze zu gehen; deshalb enttäuscht, jedes Mal wieder, wie er sich – in genau dem Augenblick, wo es knallen müßte – mit hasenhafter Brillanz in die Büsche schlägt (…) …es war doch wieder nur ein Kunstfeuerwerk.“
Cinema nannte Domino “eine Momentaufnahme der verzweifelt-komischen Tagesabläufe in der Bundesrepublik unserer Tage. In einer Gesellschaft also, die zwischen Wohlstand und Arbeitslosigkeit, voller Kriegsangst und Friedenstrauma hin und her gerissen wird.” Cinema Nr. 7/82 (Heft 50), S. 54
Im Lexikon des Internationalen Films heißt es: „Die Geschichte dieser künstlerischen Identitätskrise ist mit Versatzstücken des Zaubermärchens zu einem vielschichtigen, vertrackten Zeitbild verbunden, zu einem Essay über Realitätsprobleme und die Suche nach neuen politischen und künstlerischen Zielsetzungen. Ein anspruchsvolles und anregendes Vexierspiel.“

## Auszeichnungen
- 1983: Occhio del Pardo d’argento auf dem Locarno Filmfestival[3]